# Арль
Арль (фр. Arles) — місто та муніципалітет на південному сході Франції, у регіоні Прованс — Альпи — Лазурний Берег, департамент Буш-дю-Рон. Порт в пониззі дельти річки Рони. Залізничний вузол. Один з відомих центрів туризму у Франції. Населення — 50 415 осіб (01.01.2021).
Муніципалітет розташований на відстані близько 610 км на південь від Парижа, 75 км на північний захід від Марселя.

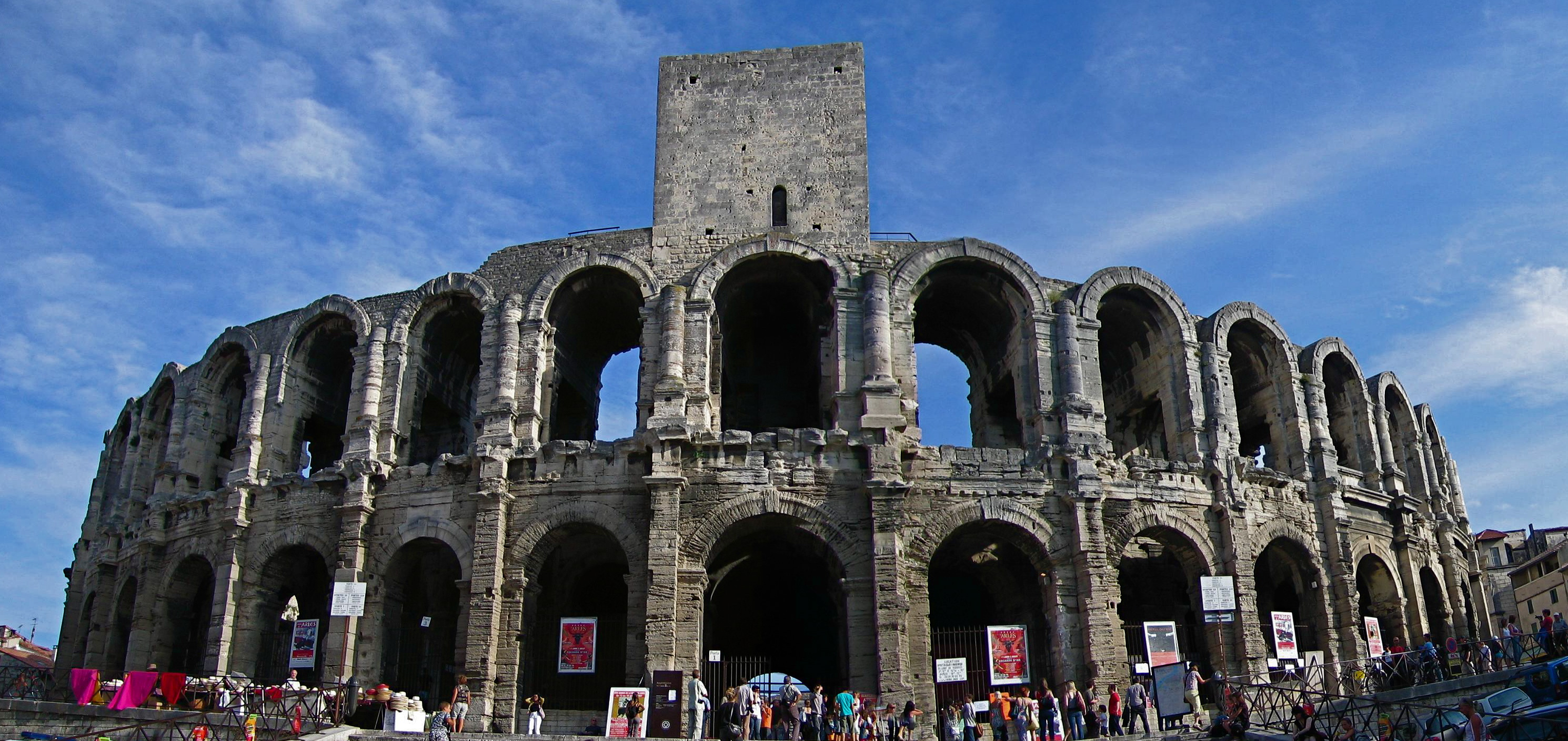
Римська арена в Арлі

## Історія
Наприкінці 2 століття до н. е. був тимчасовою резиденцією римських імператорів. В Арлі збереглися численні пам'ятники античної архітектури: залишки храмів, руїни театру на 16 тис. глядачів, де була знайдена відома скульптура т. з. Венери Арльської (експонується тепер у Луврі), амфітеатр «Арени Арля» на 25 тис. глядачів (відбуд. 1846, тепер арена для бою биків) та ін. З часів середньовіччя залишився собор святого Трофіма з уславленим романським порталом.

## Відомі люди
- Гуго I (880—947) — король Італії у 926—946 роках, Нижньої Бургундії у 928—933 роках
- Вінсент ван Гог — нідерландський художник
- Поль Ґоґен — французький художник
- Жанна Луїза Кальман — французька жінка з найдовшою підтвердженою тривалістю життя в історії людства; найстаріша людина світу в 1991—1997 рр.
- Жак Реаттю — художник, представник стилю революційний класицизм.

## Культура в Арлі
- Музей Реаттю, художника.
- Античний музей[3]

## Демографія
Динаміка населення (INSEE ):
Розподіл населення за віком та статтю (2006):
| Стать | Всього | До 15 років | 15-24 | 25-44 | 45-64 | 65-85 | Понад 85 |
| --- | ------ | ----------- | ----- | ----- | ----- | ----- | -------- |
| Чоловіки | 24 693 | 4733        | 3335  | 5982  | 6696  | 3581  | 366      |
| Жінки | 27 260 | 4422        | 3140  | 6646  | 7246  | 4961  | 845      |
| \| Статево-вікова піраміда \| Статево-вікова піраміда \| Статево-вікова піраміда \| \| ----------------------- \| ----------------------- \| ----------------------- \| \| Чоловіки \| Вік \| Жінки \| \| 366 \| 85 + \| 845 \| \| 601 \| 80-84 \| 1009 \| \| 969 \| 75-79 \| 1370 \| \| 888 \| 70-74 \| 1334 \| \| 1123 \| 65-69 \| 1248 \| \| 1401 \| 60-64 \| 1339 \| \| 1824 \| 55-59 \| 1884 \| \| 1891 \| 50-54 \| 2036 \| \| 1580 \| 45-49 \| 1987 \| \| 1632 \| 40-44 \| 1928 \| \| 1539 \| 35-39 \| 1751 \| \| 1526 \| 30-34 \| 1521 \| \| 1285 \| 25-29 \| 1446 \| \| 1562 \| 20-24 \| 1568 \| \| 1773 \| 15-20 \| 1572 \| \| 1633 \| 10-14 \| 1546 \| \| 1484 \| 5-9 \| 1471 \| \| 1616 \| 0-4 \| 1405 \| |        |             |       |       |       |       |          |
| Статево-вікова піраміда |        |             |       |       |       |       |          |
| Чоловіки | Вік    | Жінки       |       |       |       |       |          |
| 366 | 85 +   | 845         |       |       |       |       |          |
| 601 | 80-84  | 1009        |       |       |       |       |          |
| 969 | 75-79  | 1370        |       |       |       |       |          |
| 888 | 70-74  | 1334        |       |       |       |       |          |
| 1123 | 65-69  | 1248        |       |       |       |       |          |
| 1401 | 60-64  | 1339        |       |       |       |       |          |
| 1824 | 55-59  | 1884        |       |       |       |       |          |
| 1891 | 50-54  | 2036        |       |       |       |       |          |
| 1580 | 45-49  | 1987        |       |       |       |       |          |
| 1632 | 40-44  | 1928        |       |       |       |       |          |
| 1539 | 35-39  | 1751        |       |       |       |       |          |
| 1526 | 30-34  | 1521        |       |       |       |       |          |
| 1285 | 25-29  | 1446        |       |       |       |       |          |
| 1562 | 20-24  | 1568        |       |       |       |       |          |
| 1773 | 15-20  | 1572        |       |       |       |       |          |
| 1633 | 10-14  | 1546        |       |       |       |       |          |
| 1484 | 5-9    | 1471        |       |       |       |       |          |
| 1616 | 0-4    | 1405        |       |       |       |       |          |

## Економіка
2010 року серед 33 137 осіб працездатного віку (15—64 років) 22 479 були активними, 10 658 — неактивними (показник активності 67,8%, у 1999 році було 66,4%). З 22 479 активних мешканців працювало 18 749 осіб (9948 чоловіків та 8801 жінка), безробітними було 3730 (1787 чоловіків та 1943 жінки). Серед 10 658 неактивних 3190 осіб було учнями чи студентами, 3017 — пенсіонерами, 4451 була неактивною з інших причин.

У 2010 році у муніципалітеті числилось 23603 оподатковані домогосподарства, у яких проживали 54544,5 особи, медіана доходів виносила 15 876 євро на одного особоспоживача.

## Галерея зображень

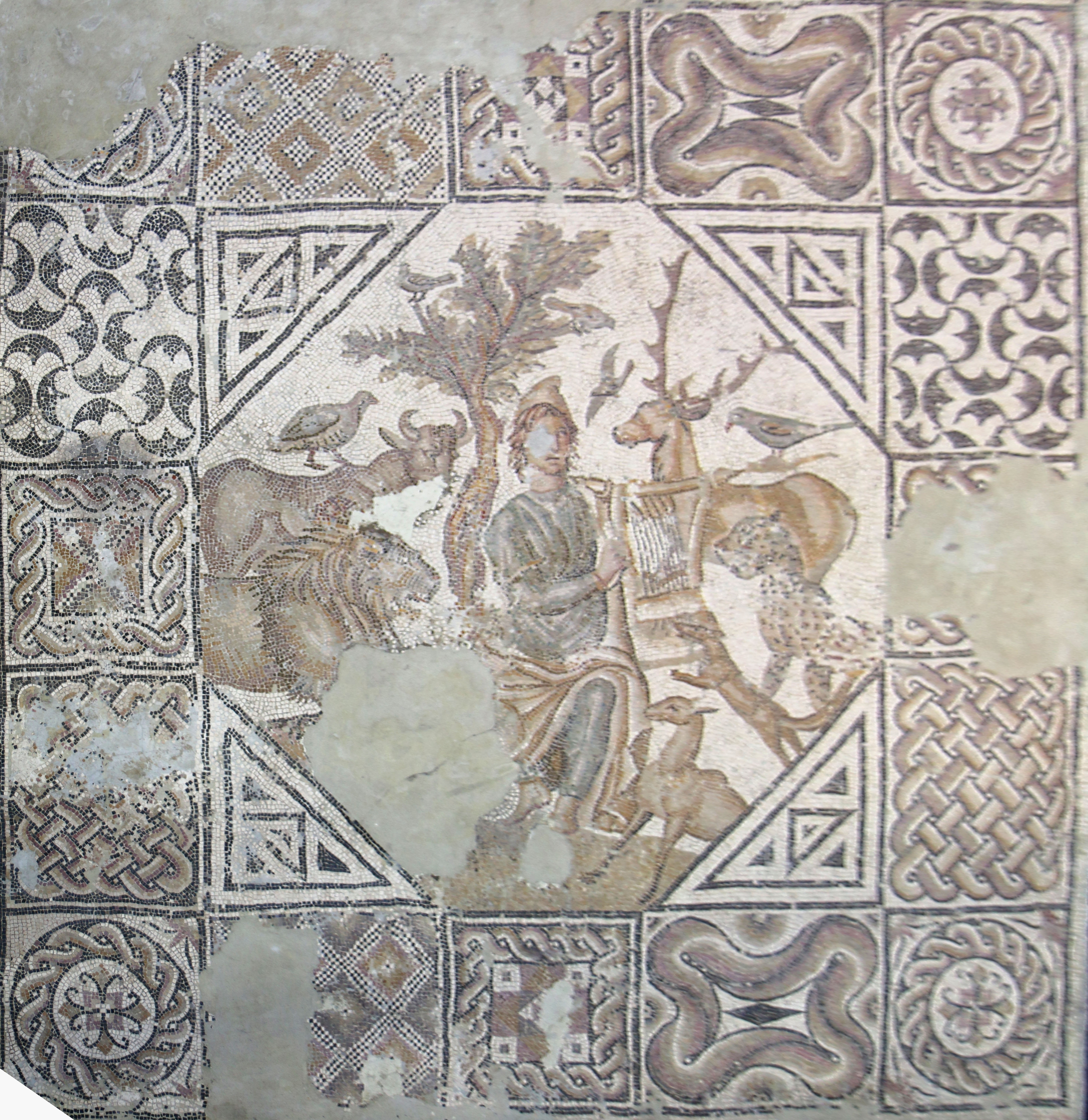
Римська мозаїка в античному музеї міста